# Jana Anatoljewna Nekrassowa
Jana Anatoljewna Nekrassowa (russisch Яна Анатольевна Некрасова; * 10. Februar 1976 in Leningrad) ist eine russische Curlerin.
Nekrassowa war Teil des russischen Curling-Olympiateams bei den Olympischen Winterspielen 2006 in Turin. Sie spielte auf der Position des Second neben ihren Teamkolleginnen Skip Ljudmila Priwiwkowa, Third Nkeiruka Jesech, Lead Jekaterina Galkina und Alternate Olga Scharkowa. Das Team belegte gemeinsam mit dem Team des Vereinigten Königreichs den 5. Platz.